# Лисиця та кури
Лисиця та кури (башк. Төлкө һәм тауыҡтар) — башкирська дитяча гра.

## Правила гри
Діти серед гравців обирають "лисицю" та "півня". Інші — "кури". "Лисиця" на окраїні вибирає собі нору. "Кури" малюють квадрат — типу сарай, і збираються всередині квадрата. Коли "півень" кукурікає, "кури" прокидаються і виходять із сараю. Голос "півня" будить також "лисицю", яка починає полювати на "курей". Побачивши "лисицю", "півень" починає кудкудакати та збирати "курей" назад у сарай, а сам виходить на протистояння. Якщо "лисиця" впіймає одну з "курей", вони міняються ролями. З кожним разом, коли "лисиця" впіймає "курку", обирається новий "півень", а попередній "півень" перетворюється на "курку". Перемагає той, хто не був "лисицею", тобто не потрапляв до "лисиці".